# Sarah Balabagan
Sarah Balabagan nacida el 16 de agosto de 1979 es una cantante pop filipina. Fue encarcelada en los Emiratos Árabes Unidos de 1994 a 1996, posteriormente condenada a muerte en 1995, y azotada en 1996.
En 1997 su historia fue llevada al cine, en una película llamada The Sarah Balabagan Story. Fue realizada en filipinas por el director Joel Laamangan y protagonizada por Viña Morales en el papel principal.

## Su caso enEmiratos Árabes Unidos
Creció en la comunidad musulmán sobre la isla de Mindanao a las Filipinas meridionales, en la provincia del Sultán Kudarat. Como muchas Filipinas, fue para convertirse en una criada, mintiendo sobre su edad, y obtuvo un puesto en la ciudad de Al-Ain al AGUA. El 19 de julio de 1994, su patrono, Al-Baloushi de Almas Mohamed, intentó violarla, y ella lo apuñaló 34 veces en defensa propia, matando. En junio de 1995 un tribunal la condenó a siete años de encarcelamiento. En septiembre un segundo tribunal la condenó a muerte por pelotón de ejecución. Hubo un clamor de indignación internacional y se vio una campaña de defensa en varios países, su caso como símbolo del mal trato de los criados en los países de Golfo Pérsico. Algunos meses antes hubo un caso similar, el de Flor Contemplación, un criada filipina, en este último la crada fue condenada a la horca en Singapur.
El 30 de octubre en su tercer juicio su sentencia fue reducida al encarcelamiento de un año y a 100 golpes de bastón. Ella fue golpeada 20 veces cada día, durante cinco días, desde el 30 de enero hasta el 5 de febrero. Sarah volvió a las Filipinas el 1 de agosto de 1996 y fue recibida como una heroína.